# Троянкер, Бенедикт Устинович
Бенедикт Устинович Троянкер (1900—1938) — член Военного совета Московского военного округа, корпусной комиссар (1935).

## Биография

Делегаты Белорусского военного округа на XVI съезде ВКП(б), 1930 г. Первый слева в верхнем ряду Б.У. Троянкер

Родился в еврейской семье — отец был счетоводом нефтяного склада. Получил среднее образование. Окончил хедер и 2-классное городское училище. Из-за отсутствия средств дальше не учился, а стал работать, помогая отцу в качестве грузчика. С осени 1915 работал самостоятельно на различных должностях (чернорабочим, подручным механика на часовом заводе) в Екатеринославе и Одессе. Одновременно учился на вечерних общеобразовательных курсах и давал частные уроки. В 1915 экстерном сдал экзамены за пять классов гимназии. Член РКП(б) с 1917, после Февральской революции в 1917 проводил агитационную работу в пользу большевиков. После оккупации Украины германскими войсками был оставлен там для подпольной работы. Зимой 1918 из Умани подпольным комитетом большевиков командирован в Россию для изучения опыта советского строительства. Работал в Петрограде организатором Василеостровского районного комитета комсомола, выполнял обязанности пропагандиста Петроградского комитета РКП(б).
В Красной армии с мая 1918. В 7-й армии был избран организатором (секретарём) партийного коллектива 2-го отдельного стрелкового полка. Участник боёв с войсками генерала Н. Н. Юденича. Вскоре был отозван из армии и вновь направлен на работу в Василеостровский районный комитет РКП(б), где избирается заведующим агитационно-пропагандистским отделом, а затем секретарём этого райкома. В мае 1920 в составе группы руководящих партийных работников Петрограда направлен на северный участок Западного фронта, где служил в должности организатора партийного коллектива 483-го полка 54-й стрелковой дивизии. Затем исполнял обязанности секретаря и помощника начальника политического отдела 43-й стрелковой дивизии. В июне 1921 переведён в Отдельную Кавказскую армию на должность инструктора-организатора политотдела 14-й стрелковой дивизии. С сентября 1921 работал начальником организационной части политотдела 2-го Кавказского корпуса. С января по июнь 1922 начальник политического отдела отдельной Дагестанской стрелковой бригады. С июня 1922 военком и начальник политического отдела 13-й Дагестанской стрелковой дивизии. С сентября 1923 начальник организационного отдела политического управления Северо-Кавказского военного округа. С марта по сентябрь 1925 военком и начальник политического отдела 48-й стрелковой дивизии. С октября 1925 начальник организационного отдела, а затем с января 1926 заместитель начальника политического управления Московского военного округа. С сентября 1928 по февраль 1929 старший инспектор 1-го отдела Политического управления РККА. С февраля 1929 заместитель начальника политического управления Белорусского военного округа. С октября 1930 слушатель курсов марксизма-ленинизма при ЦК ВКП(б). Учёбу не окончил, будучи назначен в марте 1932 начальником отдела культуры и пропаганды Политического управления РККА. С мая 1933 помощник начальника ВВС РККА по политической части. С сентября 1935 начальник отдела руководящих политических органов Политического управления РККА. Награждён орденом Красной Звезды в 1936. Член Московского комитета ВКП(б). С мая 1937 член Военного совета Московского военного округа, также член Военного совета при народном комиссаре обороны СССР.
Арестован 21 ноября 1937. Значится в сталинском списке составленном Н. И. Ежовым осуждённых к 1-й категории (расстрел). Военной коллегией Верховного суда СССР 28 июля 1938 приговорён к ВМН, расстрелян в день вынесения приговора на полигоне Бутово-Коммунарка. Реабилитирован 21 января 1956 определением Военной коллегии Верховного суда СССР.
Брат — Соломон Устинович Троянкер (1909—1973).